# Sing Along To Songs You Don't Know
Sing Along To Songs You Don't Know är den isländska gruppen Múms album. Albumet släpptes år 2009. 

## Låtlista
1. "If I Were a Fish" – 4:16
2. "Sing Along" – 5:39
3. "Prophecies & Reversed Memories" – 4:06
4. "A River Don't Stop to Breathe" – 4:45
5. "The Smell of Today Is Sweet Like Breastmilk in the Wind" – 4:47
6. "Show Me" – 3:45
7. "Hullaballabalú" – 3:27
8. "Blow Your Nose" – 4:07
9. "Kay-ray-ku-ku-ko-kex" – 3:57
10. "Last Shapes of Never" – 2:27
11. "Illuminated" – 4:09
12. "Ladies of the New Century" – 3:45